# Баћ
Баћ је насеље у општини Рожаје у Црној Гори. Према попису из 2003. било је 669 становника (према попису из 1991. било је 667 становника).

## Демографија
У насељу Баћ живи 429 пунолетних становника, а просечна старост становништва износи 29,6 година (27,8 код мушкараца и 31,4 код жена). У насељу има 144 домаћинства, а просечан број чланова по домаћинству је 4,65.
Ово насеље је великим делом насељено Бошњацима (према попису из 2003. године), а у последња три пописа, примећен је пораст у броју становника.
|  |

| Демографија | Демографија | Демографија |
| Година      | Становника  | Становника  |
| ----------- | ----------- | ----------- |
|             |             |             |
|             |             |             |
|             |             |             |
|             |             |             |
| 1948.       | 321         |             |
| 1953.       | 365         |             |
| 1961.       | 382         |             |
| 1971.       | 439         |             |
| 1981.       | 547         |             |
| 1991.       | 667         | 652         |
| 2003.       | 845         | 669         |
|             |             |             |
|             |             |             |

| Етнички састав према попису из 2003.‍ | Етнички састав према попису из 2003.‍ | Етнички састав према попису из 2003.‍ | Етнички састав према попису из 2003.‍ | Етнички састав према попису из 2003.‍ |
| ------------------------------------ | ------------------------------------ | ------------------------------------ | ------------------------------------ | ------------------------------------ |
|                                      |                                      |                                      |                                      |                                      |
| Бошњаци                              | Бошњаци                              |                                      | 656                                  | 98,05%                               |
| Срби                                 | Срби                                 |                                      | 6                                    | 0,89%                                |
| Албанци                              | Албанци                              |                                      | 6                                    | 0,89%                                |
| непознато                            | непознато                            |                                      | 0                                    | 0,0%                                 |

| \| \| м \| \| \| ж \| \| ? \| 13 \| \| \| 10 \| \| 80+ \| 3 \| \| \| 8 \| \| 75—79 \| 2 \| \| \| 4 \| \| 70—74 \| 7 \| \| \| 6 \| \| 65—69 \| 7 \| \| \| 17 \| \| 60—64 \| 4 \| \| \| 3 \| \| 55—59 \| 10 \| \| \| 11 \| \| 50—54 \| 18 \| \| \| 12 \| \| 45—49 \| 15 \| \| \| 21 \| \| 40—44 \| 27 \| \| \| 24 \| \| 35—39 \| 15 \| \| \| 19 \| \| 30—34 \| 20 \| \| \| 24 \| \| 25—29 \| 21 \| \| \| 31 \| \| 20—24 \| 30 \| \| \| 28 \| \| 15—19 \| 34 \| \| \| 33 \| \| 10—14 \| 39 \| \| \| 30 \| \| 5—9 \| 27 \| \| \| 30 \| \| 0—4 \| 40 \| \| \| 26 \| \| Просек : \| 24 \| \| \| 9 \| |    |  |  |    |
| |    |  |  |    |
| | м  |  |  | ж  |
| ? | 13 |  |  | 10 |
| 80+ | 3  |  |  | 8  |
| 75—79 | 2  |  |  | 4  |
| 70—74 | 7  |  |  | 6  |
| 65—69 | 7  |  |  | 17 |
| 60—64 | 4  |  |  | 3  |
| 55—59 | 10 |  |  | 11 |
| 50—54 | 18 |  |  | 12 |
| 45—49 | 15 |  |  | 21 |
| 40—44 | 27 |  |  | 24 |
| 35—39 | 15 |  |  | 19 |
| 30—34 | 20 |  |  | 24 |
| 25—29 | 21 |  |  | 31 |
| 20—24 | 30 |  |  | 28 |
| 15—19 | 34 |  |  | 33 |
| 10—14 | 39 |  |  | 30 |
| 5—9 | 27 |  |  | 30 |
| 0—4 | 40 |  |  | 26 |
| Просек : | 24 |  |  | 9  |

| Број домаћинстава према пописима из периода 1948—2003. | Број домаћинстава према пописима из периода 1948—2003. | Број домаћинстава према пописима из периода 1948—2003. | Број домаћинстава према пописима из периода 1948—2003. | Број домаћинстава према пописима из периода 1948—2003. | Број домаћинстава према пописима из периода 1948—2003. | Број домаћинстава према пописима из периода 1948—2003. | Број домаћинстава према пописима из периода 1948—2003. |
| Година пописа                                          | 1948.                                                  | 1953.                                                  | 1961.                                                  | 1971.                                                  | 1981.                                                  | 1991.                                                  | 2003.                                                  |
| ------------------------------------------------------ | ------------------------------------------------------ | ------------------------------------------------------ | ------------------------------------------------------ | ------------------------------------------------------ | ------------------------------------------------------ | ------------------------------------------------------ | ------------------------------------------------------ |
| Број домаћинстава                                      | 54                                                     | 52                                                     | 58                                                     | 67                                                     | 89                                                     | 117                                                    | 165                                                    |

| Број домаћинстава по броју чланова према попису из 2003. | Број домаћинстава по броју чланова према попису из 2003. | Број домаћинстава по броју чланова према попису из 2003. | Број домаћинстава по броју чланова према попису из 2003. | Број домаћинстава по броју чланова према попису из 2003. | Број домаћинстава по броју чланова према попису из 2003. | Број домаћинстава по броју чланова према попису из 2003. | Број домаћинстава по броју чланова према попису из 2003. | Број домаћинстава по броју чланова према попису из 2003. | Број домаћинстава по броју чланова према попису из 2003. | Број домаћинстава по броју чланова према попису из 2003. | Број домаћинстава по броју чланова према попису из 2003. |
| Број чланова                                             | 1                                                        | 2                                                        | 3                                                        | 4                                                        | 5                                                        | 6                                                        | 7                                                        | 8                                                        | 9                                                        | 10 и више                                                | Просек                                                   |
| -------------------------------------------------------- | -------------------------------------------------------- | -------------------------------------------------------- | -------------------------------------------------------- | -------------------------------------------------------- | -------------------------------------------------------- | -------------------------------------------------------- | -------------------------------------------------------- | -------------------------------------------------------- | -------------------------------------------------------- | -------------------------------------------------------- | -------------------------------------------------------- |
| Број домаћинстава                                        | 144                                                      | 5                                                        | 17                                                       | 18                                                       | 19                                                       | 46                                                       | 19                                                       | 9                                                        | 8                                                        | 2                                                        | 1                                                        |

| Пол    | Укупно | Неожењен/Неудата | Ожењен/Удата | Удовац/Удовица | Разведен/Разведена | Непознато |
| ------ | ------ | ---------------- | ------------ | -------------- | ------------------ | --------- |
| Мушки  | 226    | 64               | 132          | 3              | 0                  | 27        |
| Женски | 251    | 60               | 135          | 34             | 0                  | 22        |
| УКУПНО | 477    | 124              | 267          | 37             | 0                  | 49        |

| Пол    | Укупно                    | Пољопривреда, лов и шумарство | Рибарство                            | Вађење руде и камена | Прерађивачка индустрија       |
| ------ | ------------------------- | ----------------------------- | ------------------------------------ | -------------------- | ----------------------------- |
| Мушки  | 68                        | 13                            | 0                                    | 1                    | 8                             |
| Женски | 16                        | 1                             | 0                                    | 0                    | 1                             |
| Укупно | 84                        | 14                            | 0                                    | 1                    | 9                             |
|        |                           |                               |                                      |                      |                               |
| Пол    | Производња и снабдевање   | Грађевинарство                | Трговина                             | Хотели и ресторани   | Саобраћај, складиштење и везе |
| Мушки  | 2                         | 0                             | 6                                    | 3                    | 7                             |
| Женски | 0                         | 0                             | 2                                    | 0                    | 0                             |
| Укупно | 2                         | 0                             | 8                                    | 3                    | 7                             |
|        |                           |                               |                                      |                      |                               |
| Пол    | Финансијско посредовање   | Некретнине                    | Државна управа и одбрана             | Образовање           | Здравствени и социјални рад   |
| Мушки  | 1                         | 0                             | 10                                   | 9                    | 0                             |
| Женски | 0                         | 0                             | 1                                    | 5                    | 0                             |
| Укупно | 1                         | 0                             | 11                                   | 14                   | 0                             |
|        |                           |                               |                                      |                      |                               |
| Пол    | Остале услужне активности | Приватна домаћинства          | Екстериторијалне организације и тела | Непознато            | Непознато                     |
| Мушки  | 2                         | 0                             | 0                                    | 6                    | 6                             |
| Женски | 0                         | 0                             | 0                                    | 6                    | 6                             |
| Укупно | 2                         | 0                             | 0                                    | 12                   | 12                            |